# تشارلز دانيلز (سياسي)
تشارلز دانيلز هو محامي وقاضي وسياسي أمريكي، ولد في 24 مارس 1825 في نيويورك في الولايات المتحدة، وتوفي في 20 ديسمبر 1897 في بوفالو في الولايات المتحدة. نشط حزبياً في الحزب الجمهوري. وقد انتخب عضو مجلس النواب الأمريكي ‏.